# ニール・マクドノー
ニール・マクドノー（Neal McDonough,  1966年2月13日 - ）は、アメリカ合衆国の俳優。

## 略歴
マサチューセッツ州ドーチェスター生まれ。両親はアイルランドからの移民で母親はティペラリー県出身、父親はゴールウェイ県出身。マサチューセッツ州のバーンスタブルで育ち、バーンスタブル高校卒業、シラキューズ大学では男子学生学生会（フラタニティ）のシグマ・カイ（Sigma-Chi）のメンバーだった。1988年に美術学士を取得し卒業した後に、ロンドンの名門演劇学校であるロンドン・アカデミー・オブ・ミュージック・アンド・ドラマティック・アート（LAMDA）へ短期留学し演技を学ぶ。
1991年、ジム・シェリダンの舞台『Always Alone』でDramalogue Best Actor awardを受賞。
2002年、映画『マイノリティ・リポート』、また同作の監督スティーヴン・スピルバーグがプロデュースした『バンド・オブ・ブラザーズ』でバック・コンプトンを演じて注目される。
その後『M.I.緊急医療捜査班』『Boomtown』など数多くの人気テレビドラマにレギュラー出演。『デスパレートな妻たち』では、シーズン5の鍵となる人物、デーブ・ウィリアムを演じている。

## 私生活
『バンド・オブ・ブラザース』撮影のためのロンドン滞在中に出会い、2003年に結婚した南アフリカ出身の元モデルの妻、ルーヴ・ロバートソンとの間に息子モーガン・パトリックと3人の娘キャサリン・マギー、ロンドン・ジェーン、クローバー・ジェーンがいる。

## フィルモグラフィ

### 映画
| 公開年 | 邦題 原題                                                                                   | 役名                               | 備考                      |
| ------ | ------------------------------------------------------------------------------------------- | ---------------------------------- | ------------------------- |
| 1994   | エンジェルス Angels in the Outfield                                                         | ウィット・ベース                   |                           |
| 1995   | WISH ウィッシュ/夢がかなう時 Three Wishes                                                   | 警官                               |                           |
| 1996   | ラストリベンジ/怒りの標的 One Tough Bastard                                                 | ウォード捜査官                     |                           |
| 1996   | スタートレック ファーストコンタクト Star Trek: First Contact                                | ホーク中尉                         |                           |
| 1997   | マーダー・ライブ 殺人中継 Murder Live!                                                      | ハンク・ウィルソン                 | テレビ映画                |
| 1997   | インヴェイジョン〜侵略〜 Invasion                                                           | ランディ・ノース                   | テレビ映画                |
| 1997   | 沈黙の弾丸 Fire Down Below                                                                  | トラック運転手                     | クレジットなし            |
| 1999   | ラビナス Ravenous                                                                           | ライク2等兵                        |                           |
| 2002   | マイノリティ・リポート Minority Report                                                      | フレッチャー                       |                           |
| 2003   | タイムライン Timeline                                                                       | フランク・ゴードン                 |                           |
| 2004   | ワイルド・タウン/英雄伝説 Walking Tall                                                      | ジェイ・ハミルトン                 |                           |
| 2005   | ウォーキング・オン・ザ・ムーン 3D Magnificent Desolation: Walking on the Moon 3D            | リザーバー司令官                   | 声の出演                  |
| 2006   | 守護神 The Guardian                                                                         | ジェイク・スキナー                 |                           |
| 2006   | ラストタイム 欲望が果てるとき The Last Time                                                 | ハーリー                           |                           |
| 2006   | 父親たちの星条旗 Flags of Our Fathers                                                       | セブランス大尉                     |                           |
| 2007   | ヒッチャー The Hitcher                                                                      | エステリッジ警部                   |                           |
| 2007   | 88ミニッツ 88 Minutes                                                                       | ジョン・フォースター               |                           |
| 2008   | トレイター 大国の敵 Traitor                                                                 | マックス・アーチャー               |                           |
| 2009   | ストリートファイター ザ・レジェンド・オブ・チュンリー Street Fighter: The Legend of Chun-Li | ベガ                               |                           |
| 2011   | 血塗られた予定表 Ticking Clock                                                              |                                    | ビデオ映画                |
| 2011   | リトル・バード 164マイルの恋 Little Birds                                                   | ホーガン                           |                           |
| 2011   | キャプテン・アメリカ/ザ・ファースト・アベンジャー Captain America: The First Avenger        | ティモシー・ダム・ダム・デューガン |                           |
| 2013   | カンパニー・オブ・ヒーローズ バルジの戦い Company of Heroes                                 | ジョー                             | ビデオ映画                |
| 2013   | ネバー・サレンダー 肉弾無双 The Marine 3: Homefront                                         | ジョナス                           | ビデオ映画                |
| 2013   | REDリターンズ Red 2                                                                         | ジャック・ホートン                 |                           |
| 2014   | インファナル・ディール 野蛮な正義 Bad Country                                               | ダニエル                           |                           |
| 2014   | バットマン:アサルト・オン・アーカム Batman: Assault on Arkham                               | デッドショット                     | ビデオアニメ映画 声の出演 |
| 2015   | モール・コップ ラスベガスも俺が守る! Paul Blart: Mall Cop 2                                 | ヴィンセント                       |                           |
| 2015   | 呪われた家 The UNSPOKEN The Unspoken                                                        |                                    |                           |
| 2017   | 1922                                                                                        | ハーラン・コテリー                 |                           |
| 2018   | プラウド・メアリー Proud Mary                                                               | ウォルター                         |                           |
| 2018   | ゲームオーバー! Game Over, Man!                                                             | コンラッド                         |                           |
| 2019   | バディゲーム Buddy Games                                                                    | 本人役                             |                           |
| 2020   | ソニック・ザ・ムービー Sonic the Hedgehog                                                   | ベニントン少佐                     |                           |
| 2020   | ジェノサイド004 Monsters Of Man                                                             | 少佐                               |                           |
| 2021   | バイオハザード: ウェルカム・トゥ・ラクーンシティ Resident Evil: Welcome to Raccoon City     | ウィリアム・バーキン               |                           |

### テレビシリーズ
| 放映年    | 邦題 原題                                               | 役名                               | 備考                                                  |
| --------- | ------------------------------------------------------- | ---------------------------------- | ----------------------------------------------------- |
| 1991      | タイムマシーンにお願い Quantum Leap                     | チャッキー                         | 第4シーズン第2話「Play Ball - August 6, 1961」        |
| 1995      | アイアンマン The Marvel Action Hour: Iron Man           | ファイアブランド                   | テレビアニメ 第2シーズン第2話「Fire and Rain」        |
| 1995      | 犯罪捜査官ネイビーファイル JAG                          | ジェイ・ウィリアムス               | 第1シーズン第5話「砲撃事件の謎」                      |
| 1996      | TVキャスター マーフィー・ブラウン Murphy Brown          | クライヴ・ウォーカー               | 第8シーズン第13話「If You're Going to Talk the Talk」 |
| 1996      | NYPDブルー NYPD Blue                                    | ジェリー                           | 第3シーズン第22話「情愛」                             |
| 1996      | マーダー・ワン Murder One                               | カイル・ルーニー                   | 計4話出演                                             |
| 1996-1997 | 超人ハルク The Incredible Hulk                          | ロバート・ブルース・バナー         | テレビアニメ 計21話声の出演                           |
| 2001      | バンド・オブ・ブラザース Band of Brothers               | リン・"バック"・コンプトン中尉     | ミニシリーズ 計8話出演                                |
| 2002      | X-ファイル The X-Files                                  | ロバート・コマー                   | 計2話出演                                             |
| 2002-2003 | Boomtown                                                | デビッド・マクノリス               | 計24話出演                                            |
| 2004-2005 | M.I.緊急医療捜査班 Medical Investigation                | スティーブン・コナー博士           | 計20話出演                                            |
| 2005      | サード・ウォッチ Third Watch                            | スティーブン・コナー博士           | 第6シーズン第16話「闇を継ぐ者」                       |
| 2007      | Tin Man                                                 | ワイアット・ケイン                 | ミニシリーズ 計3話出演                                |
| 2008-2009 | デスパレートな妻たち Desperate Housewives               | デーブ・ウィリアム                 | 計24話出演                                            |
| 2011      | LAW & ORDER:犯罪心理捜査班 Law & Order: Criminal Intent | マクティール                       | 第10シーズン第2話「聖なる虐待者」                     |
| 2012      | JUSTIFIED 俺の正義 Justified                            | ロバート・クアレス                 | 計13話出演                                            |
| 2012      | パーセプション 天才教授の推理ノート Perception          | フレドリック・ジェームズ・ダフォー | 第1シーズン第4話「暗号が告げるもの」                  |
| 2012      | CSI:ニューヨーク CSI: NY                                | グラント・ハミルトン               | 第9シーズン第4話「静かなる銃声」                      |
| 2013      | CSI:科学捜査班 CSI: Crime Scene Investigation           | トミー・バーンズ                   | 第13シーズン第18話「アンダーグラウンド」              |
| 2014      | エージェント・オブ・シールド Agents of S.H.I.E.L.D.     | ティモシー・ダム・ダム・デューガン | 第2シーズン第1話「新生S.H.I.E.L.D.始動」              |
| 2014-2019 | SUITS/スーツ Suits                                      | ショーン・ケイヒル                 | 計17話出演                                            |
| 2015      | エージェント・カーター Agent Carter                     | ティモシー・ダム・ダム・デューガン | 第1シーズン第5話「ベラルーシ行き」                    |
| 2015      | THE FLASH/フラッシュ The Flash                          | ダミアン・ダーク                   | 第2シーズン第8話「レジェンド･オブ･トゥデイ」          |
| 2015      | To Appomattox                                           | ジョセフ・フッカー                 | ミニシリーズ 計4話出演                                |
| 2015-2016 | ARROW/アロー Arrorw                                     | ダミアン・ダーク                   | 計20話出演                                            |
| 2016-2020 | レジェンド・オブ・トゥモロー Legends of Tomorrow        | ダミアン・ダーク                   | 計21話出演                                            |
| 2018-2019 | ヴァン・ヘルシング Van Helsing                          | ハンセン                           | 計9話出演                                             |
| 2019-2020 | プロジェクト・ブルーブック Project Blue Book            | ジェームズ・ハーディング大将       | 計18話出演                                            |
| 2019      | イエローストーン Yellowstone                            | マルコム・ベック                   |                                                       |
| 2020      | ハンドレッド The 100                                    | アンダース                         | 計5話出演                                             |
| 2021      | ホワット・イフ...? What If...?                          | ティモシー・ダム・ダム・デューガン | テレビアニメ 第1シーズン第1話                         |

### コンピュータゲーム
- The Incredible Hulk: Ultimate Destruction (2005) ロバート・ブルース・バナー

## 参照
1. ↑  Neal McDonough Biography (1966–)
2. ↑  Drew, April (2006年). “McDonough Stars in The Guardian”.   IrishAbroad. 2007年1月20日閲覧。
3. ↑  “Desperate Housewives' Neal McDonough Welcomes Baby Girl”.   TVGuide.com. 2012年7月16日閲覧。
4. ↑  Neal McDonough Welcomes Daughter Clover Elizabeth – Moms & Babies – Moms & Babies - People.com